# Ibaraki

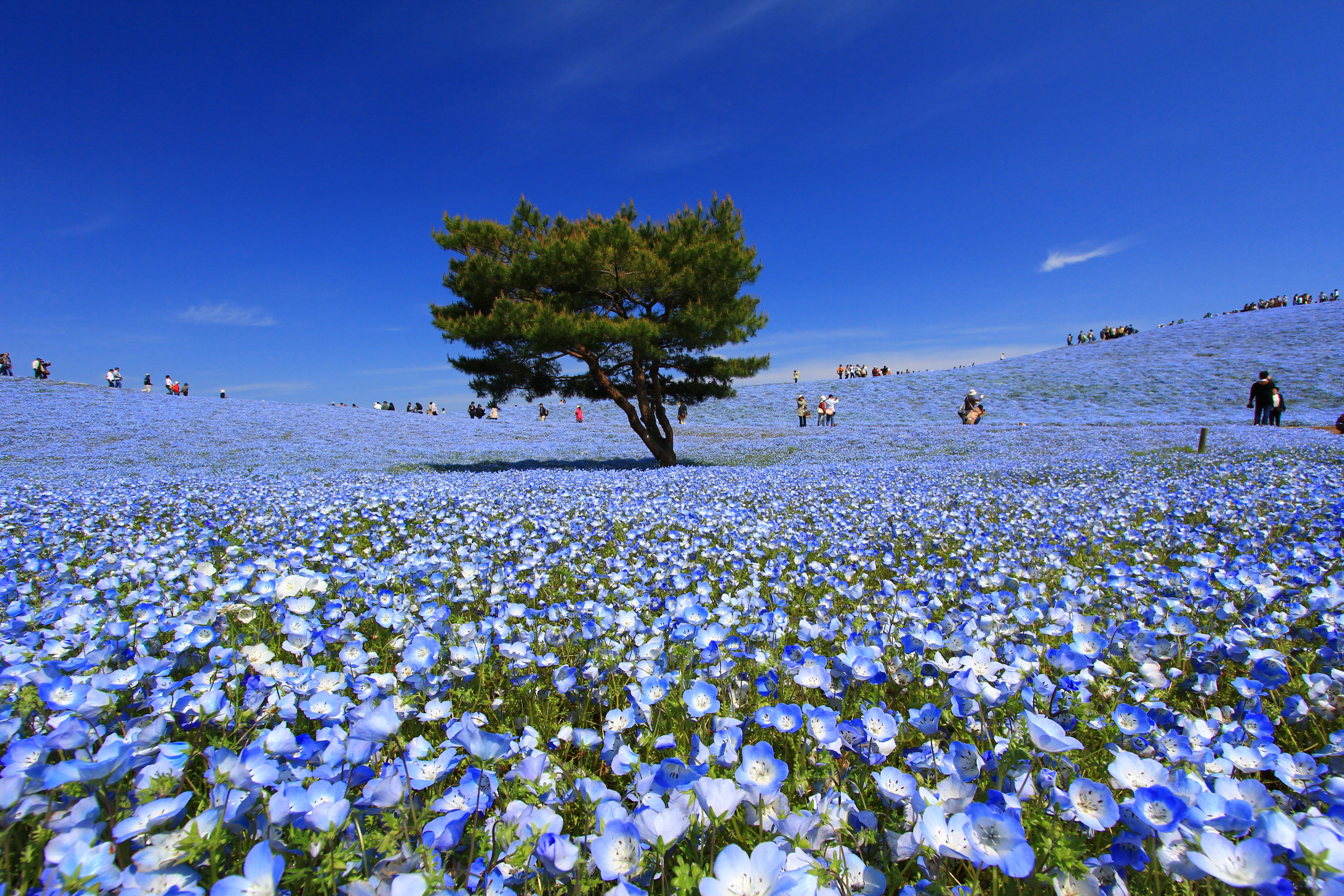
Công viên Hitachi

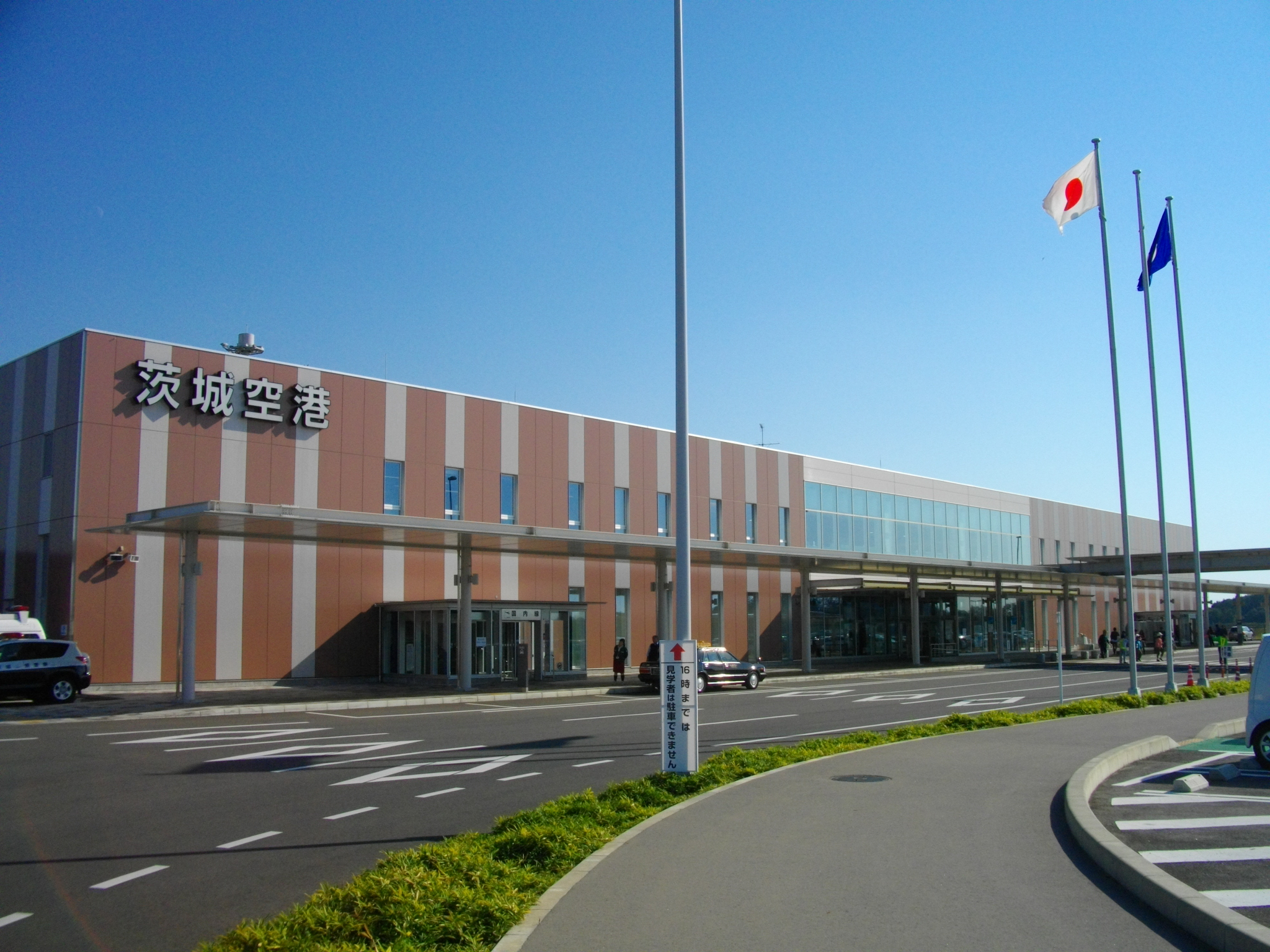
Sân bay Ibaraki

Ibaraki (Nhật: 茨城県 (Tỳ Thành huyện) Hepburn: Ibaraki-ken) là một tỉnh của Nhật Bản, thuộc vùng Kantō trên đảo Honshū. Thủ phủ là thành phố Mito.

## Địa lý

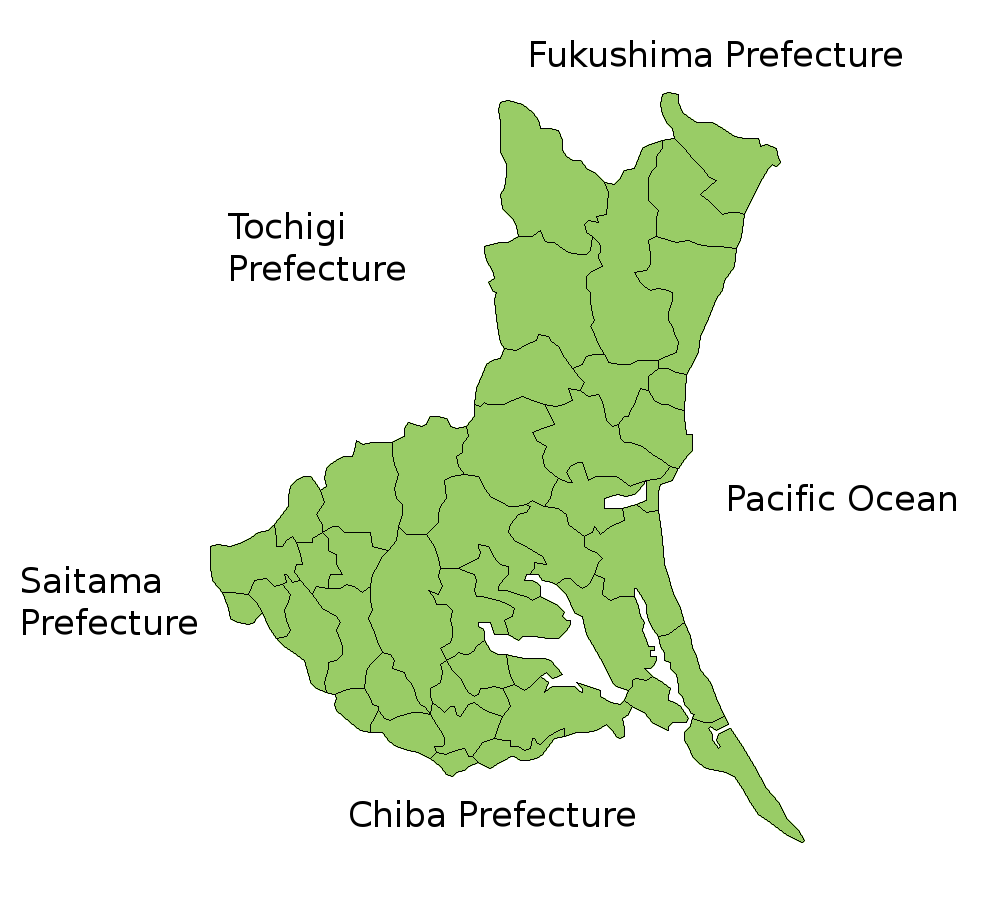
Bản đồ tỉnh Ibaraki.

Tỉnh Ibaraki nằm ở phần phía Đông Bắc của vùng Kantō, trải dài giữa tỉnh Tochigi và biển Thái Bình Dương và giáp ranh về phía Bắc và Nam với tỉnh Fukushima và tỉnh Chiba. Giáp ranh với tỉnh Gunma và tỉnh Saitama về phía Tây Nam. Đa số phần phía Bắc của tỉnh là núi, nhưng phần lớn diện tích tỉnh là đồng bằng với nhiều hồ.

## Lịch sử
Tỉnh Ibaraki trước đây được biết đến là tỉnh Hitachi. Năm 1288, tỉnh Hitachi bị hoàng tử Subaru xâm chiếm. Đến năm 1871 thì tỉnh đổi tên thành Ibaraki.

## Kinh tế
Vùng có công nghiệp điện, đặc biệt là điện nguyên tử, công nghiệp sản xuất, hóa chất, công nghiệp cơ khí chính xác. Công ty Hitachi được thành lập tại thành phố Ibaraki.

## Thể thao
Các đội thể thao được liệt kê dưới đây có trụ sở tại Ibaraki.
Bóng đá
- Kashima Antlers (Kashima)
- Mito HollyHock (Mito)
- Đại học Ryutsu Keizai (Ryūgasaki)

Bóng chuyền
- Hitachi Sawa Rivale (Hitachinaka)